# NGC 4316
NGC 4316 is een spiraalvormig sterrenstelsel in het sterrenbeeld Maagd. Het hemelobject werd op 17 maart 1882 ontdekt door de Duitse astronoom Ernst Wilhelm Leberecht Tempel.

## Synoniemen
- UGC 7447
- MCG 2-32-17
- ZWG 70.35
- VCC 576
- IRAS 12201+0936
- PGC 40119